# Norton Commander
Norton Commander (ofta förkortat "NC") är ett filhanteringsprogram skriven av John Socha. Filhanteraren utgavs av programvaruhuset Peter Norton Computing (senare Symantec corporation). NC tillförde ett grafiskt skal (GUI) för filhantering i operativsystemet DOS. Men även om produkten först och främst erbjöd ett GUI i DOS följde den med in i Windows eran och kom i en version för Microsoft Windows.
Norton Commander före version 3.0 användes utan mus och enbart med tangentbord och kortkommandon. I och med version 3.0 integrerades musfunktionalitet.
När Microsoft släppte Windows 95 migrerade många användare och började använda Utforskaren som är den integrerade filhanteraren i Microsoft Windows.
Den sista versionen för DOS hade versionsnumret 5.51 och efter den släpptes Norton Commander for Windows och den hade versionsnumret 1.00.000 - 2.01.000 .
För många datoranvändare och datorsamlare är Norton Commander ett värdefullt program, då främst ur ett historiskt perspektiv.
Andra filhanterare som är Norton Commander-kloner:
- Directory Opus, aka DirOpus för Amiga
- Disk Order för Mac OS
- Dos_Navigator för DOS
- emelFM2 för Unix och Unixliknande
- FAR Manager som var en av de första NC-klonerna
- GNOME Commander för Unix och Unixliknande
- Krusader för Unix och Unixliknande
- Mad_Commander som är javabaserat
- Midnight Commander primärt för Unix och Unixliknande men finns även för Microsoft Windows
- muCommander som är javabaserat
- RageWork för Microsoft Windows
- Servant Salamander för Microsoft Windows
- Total Commander för Microsoft Windows, aka Windows Commander
- Volkov Commander för DOS
- WinSCP för Microsoft Windows
- Xnc för Unix och Unixliknande
- xplorer² för Microsoft Windows
- ZTreeWin för Microsoft Windows